# Seleuco VI Epífanes
Seleuco VI Epífanes de la dinastía Seléucida, fue rey de Siria entre 96 a. C.-95 a. C. Era el hijo mayor de Antíoco VIII Gripo. En el 96 a. C. Seleuco derrotó a su medio tío, Antíoco IX Ciciceno en venganza por la muerte de su padre y le sucedió en el trono. Sin embargo, la cosa quedó igualada al año siguiente (95 a. C.) por Antíoco X Éusebes, hijo de Antíoco IX, que lo puso en fuga y huyó de Siria a Mopsuestia, en Cilicia.

El Imperio seléucida en el 95 a. de C., con los territorios de Seleuco, Antíoco y Demetrio.

Pero los habitantes del lugar planearon matarlo, por su carácter despótico. Así, Seleuco fue quemado en el gimnasio o en su palacio de Mopsuestia, o bien, según otras fuentes, se suicidó.
Cuatro de los hermanos de Seleuco, incluyendo a Antíoco XI Epífanes, Filipo I Filadelfo y Demetrio III Eucarios, siguieron la devastadora guerra civil contra la otra rama de la familia.